# Kommensalisme
Kommensalisme er et ord, som er dannet ud fra latin commensalis = "[spisende] ved samme bord". Begrebet dækker det samvirke mellem to arter, som den ene har fordel af, men som er uden betydning for den anden.
Begrebet bruges om samlivet mellem værtsorganisme (f.eks. menneske) og bakterier og andre mikroorganismer, der ikke skader eller påvirker værten. En sådan mikroorganisme betegnes kommensal. Bruges også om dyr, der sameksisterer med mennesker eller andre dyr, når der ikke sker nogen skade eller påvirkning.
Et eksempel er klovnefisken fra de tropiske koralrev, der lever beskyttet mellem armene på søanemonerne. Tilsyneladende har søanemonen hverken fordel eller ulempe af at at huse fisken, mens fisken tydeligvis har nytte af beskyttelsen fra de giftige nældeceller.